# Santa's Little Helper
Santa's Little Helper (conocido como Pequeño Ayudante de Santa Claus en España y Ayudante de Santa en Hispanoamérica, ocasionalmente llamado Huesos) es el perro de la familia Simpson en la serie de televisión de dibujos animados Los Simpson. En las primeras temporadas, en la versión de España es nombrado Botones de santa. Es un galgo inglés marrón. En un capítulo se menciona que su cumpleaños es el mismo día que el de Homer. El actor de voz que lo interpreta es Dan Castellaneta. En otro capítulo Bart utiliza su nombre para solicitar una tarjeta de crédito. Aun cuando llenó la solicitud usando el nombre correcto y completo (Ayudante de Santa), la tarjeta le fue otorgada bajo el nombre de "Ayudanto do Santos".

## Historia
Corría en el canódromo de Springfield hasta que el dueño ya no lo quiso por perdedor y lo abandonó. Lo encontraron Homer y Bart cuando buscaban boletos ganadores en el suelo en la salida del canódromo. Esto ocurrió en el primer episodio de la serie Simpsons Roasting on an Open Fire. Su nombre anterior era "Número 8".
En Dog of Death fue perro guardián del Sr. Burns, tras escapar de la casa de la familia Simpson, por causar desacuerdos con la familia.
En Two Dozen and One Greyhounds volvió al canódromo y se enamoró de una perra que corría en ese momento, con quien luego tuvo 25 cachorros, que fueron robados por Sr. Burns, para convertirlos en un esmoquin, pero son rescatados por Bart y Lisa, y terminaron trabajando en el canódromo, igual que sus padres.
- Datos: Q1425114